# Граден
Граден (нем. Graden) — коммуна (нем. Gemeinde) в Австрии, в федеральной земле Штирия. 
Входит в состав округа Фойтсберг.  Население составляет 489 человек (на 2012 года). Занимает площадь 22,86 км². Официальный код  —  61606.

## Политическая ситуация
Бургомистр коммуны — Stefan Pischler (СДПА) по результатам выборов 2013 года.
Совет представителей коммуны (нем. Gemeinderat) состоит из 9 мест.
- СДПА занимает 5 мест.
- АНП занимает 4 места.